# Eretmocerus hayati
Eretmocerus hayati är en stekelart som beskrevs av Gregory Zolnerowich och Rose 1998. Eretmocerus hayati ingår i släktet Eretmocerus och familjen växtlussteklar.
Artens utbredningsområde är Pakistan. Inga underarter finns listade i Catalogue of Life.